# Naixim
Naixim (en hebreu: נשים) és el tercer ordre de la Mixnà (també del Talmud i de la Tosefta) que conté el dret de família. Els darrers tractats de l'ordre de Naixim tracten sobre la fi del matrimoni. Tant el Talmud de Babilònia com el Talmud de Jerusalem tenen una Guemarà de cadascun dels tractats de l'ordre. Dels sis ordres de la Mixnà, és el segon més curt. Naixim consta de set tractats:

## Tractats
- Yevamot (en hebreu: יבמות) tracta sobre la llei jueva del yibum (el matrimoni del levirat) (Deuteronomi 25:5-10) i altres temes com l'estatus dels menors. Consta de 16 capítols.[2]

- Ketubot (en hebreu: כתובות) tracta sobre la ketubà (el contracte nupcial del judaisme), així com sobre temes com la virginitat i les obligacions dels cònjuges. Consta de 13 capítols.

- Nedarim (en hebreu: נדרים) s'ocupa de diversos tipus de vots sovint coneguts com a nedarim i les seves conseqüències legals. Consta d'11 capítols.

- Nazir (en hebreu: נזיר) s'ocupa dels detalls del vot nazirita i del nazireat (Nombres. 6). Consta de 9 capítols.

- Sotà (en hebreu: סוטה) s'ocupa del ritual del sotà (en hebreu: סוטה) quan la dona és sospitosa d'adulteri (Nombres 5), així com d'altres rituals que fan servir una fórmula parlada (com trencar el coll del vedell, la lectura pública de la Torà pel Rei cada set anys, les benediccions i les malediccions de la Muntanya Guerizin i de la Muntanya Ebal, i així successivament). Consta de nou capítols.

- Guitín: (en hebreu: גיטין) tracta sobre els conceptes dels divorcis i altres documents. Consta de 9 capítols.

- Kiduixín: (en hebreu: קידושין) tracta sobre l'etapa inicial del matrimoni, dels esponsals, així com de les lleis dels llinatges jueus. Consta de 4 capítols.

## Ordre dels tractats
El raonament tradicional per a l'ordre dels tractats segons Maimònides és el següent:
- Yevamot és primer perquè, a diferència dels altres, es refereix en gran manera a un manament obligatori, (el matrimoni de levirat) en lloc d'un voluntari.

- Ketubot: significa el començament de la vida matrimonial.

- Nedarim: una vegada que un home es casa amb una dona, té el dret legal (sota certes condicions) d'anul·lar els seus vots.

- Nazir: tracta d'un tipus especial de vot i és una continuació sobre el tema dels vots.

- Sotà: s'ocupa de la infidelitat

- Guitín: s'ocupa del divorci pròpiament aquest (el Rambam canvia l'ordre d'aquests dos).

- Kiduixín: aquest tractat està al final, perquè segueix l'ordre bíblic, una vegada que una dona es divorcia, pot ser promesa a qualsevol home, aquest posterior compromís està simbolitzat per la col·locació de Kiduixin.